# Zaskale (Petite-Pologne)
Pour l’article homonyme, voir Zaskale (Sainte-Croix).
Zaskale est une localité polonaise de la gmina de Szaflary et du powiat de Nowy Targ en voïvodie de Petite-Pologne.